# Оскар (4-та церемонія вручення)
4-та церемонія вручення кінопремії «Оскар» відбулася у вівторок 10 листопада 1931 року в Готелі «Балтимор» (Лос-Анджелес, штат Каліфорнія). На церемонії були присутні 1800 осіб. Ведучим даної церемонії став відомий англійський актор Лоуренс Грант. Премія отримала підтримку на державному рівні. З Вашингтона для участі в церемонії з особистим посланням президента США Гувера прибув віцепрезидент Чарлз Кертіс. Це була перша церемонія, у ході якої були вручені статуетки виготовлені з олов'яно-свинцевого сплаву «британіум». Раніше статуетки були позолочені з бронзи.
Премію одержували фільми, що вийшли в період з 1 серпня 1930 року по 31 липня 1931 року. Переможцем в номінації «Видатна постановка» став вестерн режисера Веслі Рагглза «Сімаррон», який розповідає про людей, які в пошуках кращого життя вирушили на Дикий Захід в часи оклахомського земельного буму 1889 року. Фільм також отримав статуетки за найкращий адаптований сценарій (Говард Естабрук) та найкращу роботу художника-постановника (Макс Ре). Проте в прокаті картина провалилася, а її творців звинуватили в расизмі. Джекі Купер — перша дитина-зірка, яка була номінована, і він залишався наймолодшим номінантом протягом майже 50 років, проте приз за найкращу чоловічу роль отримав Лайонел Беррімор («Вільна душа»), який блискуче зіграв роль адвоката-алкоголіка. Нагороду за найкращу жіночу роль отримала Марі Дресслер («Мін і Білл»), яка зіграла власницю готелю, що всіма силами оберігає невинність своєї дочки. Режисером року став Норман Таурог, який зняв сімейну комедію за мотивами коміксів «Скіппі». Найкращим оператором визнали Флойда Кросбі, який зняв на плівку картину «Табу».

## Фотогалерея
|                                                                      |
| «Сімаррон» — кінострічка, яка виграла номінацію «Видатна постановка» |

|                                            |
| Вільям ЛеБарон, продюсер фільму «Сімаррон» |

|                                        |
| Кінокомпанія Paramount, найкращий звук |

|                                                              |
| Макс Ре, найкращий художник-постановник, за фільм «Сімаррон» |

### Найкраща чоловіча роль
| Лауреат                          | Номінанти |
| -------------------------------- | --- |
| - Лайонел Беррімор «Вільна душа» | - Річард Дікс «Сімаррон» - Джекі Купер «Скіппі» - Фредрік Марч «Королівська сім'я з Бродвею» - Адольф Менжу «Перша шпальта» |

### Найкраща жіноча роль
| Лауреат                      | Номінанти                                                                                           |
| ---------------------------- | --------------------------------------------------------------------------------------------------- |
| - Марі Дресслер «Мін і Білл» | - Айрін Данн «Сімаррон» - Марлен Дітріх «Марокко» - Енн Гардінг «Свято» - Норма Ширер «Вільна душа» |

## Переможці та номінанти

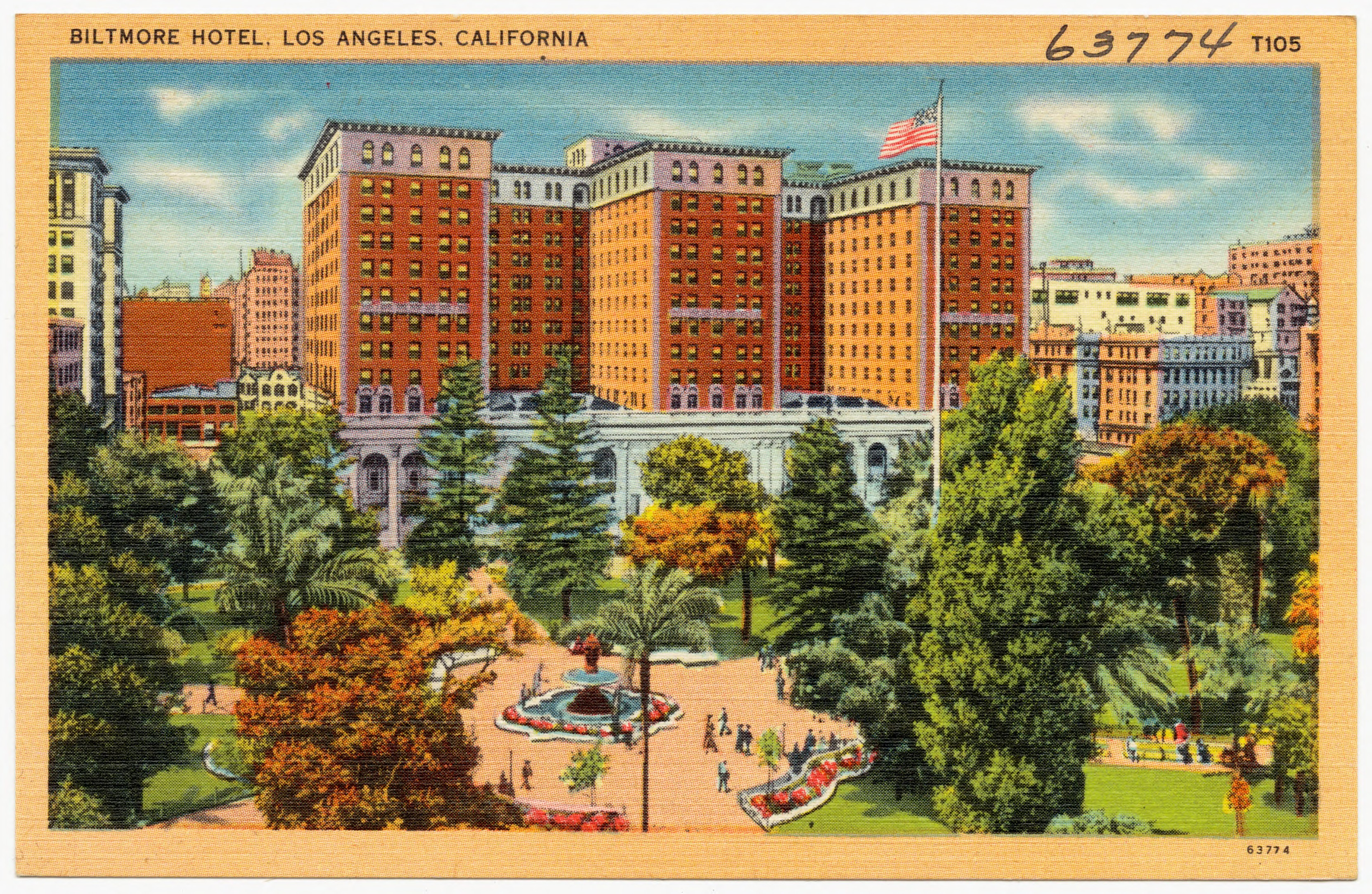
«Готель Балтимор», у якому відбулася 4-та церемонія вручення премії «Оскар», 10 листопада 1931 року

Тут наведено список кінокартин, які отримали декілька номінацій або перемог:
| Фільм         | Кількість номінацій | Кількість перемог |
| ------------- | ------------------- | ----------------- |
| Сімаррон      | 7                   | 3                 |
| Скіппі        | 4                   | 1                 |
| Марокко       | 4                   | —                 |
| Перша шпальта | 3                   | —                 |
| Вільна душа   | 3                   | 1                 |
| Свято         | 2                   | —                 |
| Свенгалі      | 2                   | —                 |

Переможці виділені окремим кольором.
| Категорії                              | Лауреати і номінанти                                                               |
| -------------------------------------- | ---------------------------------------------------------------------------------- |
| Видатна постановка                     | «Сімаррон» / Cimarron — Вільям ЛеБарон (RKO Pictures)                              |
| Видатна постановка                     | «Іст Лінн» / East Lynne — Вінфілд Шихан (Fox)                                      |
| Видатна постановка                     | «Перша шпальта» / The Front Page — Говард Г'юз (United Artists)                    |
| Видатна постановка                     | «Трейдер Горн» / Trader Horn — Ірвінг Тальберг (Metro-Goldwyn-Mayer)               |
| Видатна постановка                     | «Скіппі» / Skippy — Адольф Цукор (Paramount Pictures)                              |
| Найкраща режисерська робота            | Норман Таурог — «Скіппі» / Skippy                                                  |
| Найкраща режисерська робота            | Кларенс Браун — «Вільна душа» / A Free Soul                                        |
| Найкраща режисерська робота            | Льюїс Майлстоун — «Перша шпальта» / The Front Page                                 |
| Найкраща режисерська робота            | Веслі Рагглз — «Сімаррон» / Cimarron                                               |
| Найкраща режисерська робота            | Джозеф фон Штернберг — «Марокко» / Morocco                                         |
| Найкраща чоловіча роль                 | Лайонел Беррімор — «Вільна душа» / A Free Soul                                     |
| Найкраща чоловіча роль                 | Річард Дікс — «Сімаррон» / Cimarron                                                |
| Найкраща чоловіча роль                 | Джекі Купер — «Скіппі» / Skippy                                                    |
| Найкраща чоловіча роль                 | Фредрік Марч — «Королівська сім'я з Бродвею» / The Royal Family of Brodway         |
| Найкраща чоловіча роль                 | Адольф Менжу — «Перша шпальта» / The Front Page                                    |
| Найкраща жіноча роль                   | Марі Дресслер — «Мін і Білл» / Min and Bill                                        |
| Найкраща жіноча роль                   | Айрін Данн — «Сімаррон» / Cimarron                                                 |
| Найкраща жіноча роль                   | Марлен Дітріх — «Марокко» / Morocco                                                |
| Найкраща жіноча роль                   | Енн Гардінг — «Свято» / Holiday                                                    |
| Найкраща жіноча роль                   | Норма Ширер — «Вільна душа» / A Free Soul                                          |
| Найкращий адаптований сценарій         | Говард Естабрук — «Сімаррон» / Cimarron                                            |
| Найкращий адаптований сценарій         | Френсіс Едвард Фараго, Роберт Н. Лі — «Маленький Цезар» / Little Caesar            |
| Найкращий адаптований сценарій         | Горацій Джексон — «Свято» / Holiday                                                |
| Найкращий адаптований сценарій         | Джозеф Манкевич, Сем Мінц — «Скіппі» / Skippy                                      |
| Найкращий адаптований сценарій         | Сетон І. Міллер, Фред Нібло-молодший — «Кримінальний кодекс» / Criminal Code       |
| Найкраще літературне першоджерело      | Джон Монк Сондерс — «Ранковий патруль» / The Dawn Patrol                           |
| Найкраще літературне першоджерело      | Роуленд Браун — «Ворота в пекло» / Doorway to Hell                                 |
| Найкраще літературне першоджерело      | Кубек Глезмон, Джон Брайт — «Ворог суспільства» / The Public Enemy                 |
| Найкраще літературне першоджерело      | Люсьєн Хаббард, Джозеф Джексон — «Розумні гроші» / Smart Money                     |
| Найкраще літературне першоджерело      | Гаррі д'Аббаді д'Арраст, Дуглас З. Доуті, Дональд Огден Стюарт — «Сміх» / Laughter |
| Найкраща операторська робота           | Флойд Кросбі — «Табу» / Tabu                                                       |
| Найкраща операторська робота           | Лі Ґармс — «Марокко» / Morocco                                                     |
| Найкраща операторська робота           | Чарльз Ленг — «Право любити» / The Right to Love                                   |
| Найкраща операторська робота           | Барні МакГілл — «Свенгалі» / Svengali                                              |
| Найкраща операторська робота           | Едвард Кронджагер — «Сімаррон» / Cimarron                                          |
| Найкраща робота художника-постановника | Макс Ре — «Сімаррон» / Cimarron                                                    |
| Найкраща робота художника-постановника | Річард Дей — «Вупі!» / Whoopee!                                                    |
| Найкраща робота художника-постановника | Ганс Дрейер — «Марокко» / Morocco                                                  |
| Найкраща робота художника-постановника | Антон Грот — «Свенгалі» / Svengali                                                 |
| Найкраща робота художника-постановника | Стівен Гуссон, Ральф Хаммерас — «Тільки уявіть» / Just Imagine                     |
| Найкращий звук                         | Paramount Publix Studio Sound Department                                           |
| Найкращий звук                         | M-G-M Studio Sound Department                                                      |
| Найкращий звук                         | RKO Radio Studio Sound Department                                                  |
| Найкращий звук                         | Samuel Goldwyn-United Artists Studio Sound Department                              |